# Drosophila arcuata
Drosophila arcuata är en tvåvingeart som först beskrevs av Elmo Hardy 1965.  Drosophila arcuata ingår i släktet Drosophila och familjen daggflugor.
Artens utbredningsområde är Hawaii.